# Emil Scurtu
Emil Scurtu este un fost senator român în legislatura 1992-1996 ales în județul Bistrița-Năsăud pe listele partidului PDAR.
Emil Scurtu a fost membru în comisia pentru agricultură, silvicultură și dezvoltare rurală. 

## Legaturi externe
- Emil Scurtu Arhivat în 22 august 2016, la Wayback Machine. la cdep.ro